# Peter Kulka
Pour les articles homonymes, voir Kulka.
Peter Kulka, né le 20 juillet 1937 à Dresde où il meurt le 5 février 2024) est un architecte allemand.

## Biographie
Peter Kulka suit un apprentissage de maçon puis une formation d'ingénieur spécialisé en architecture dans les écoles de métiers du bâtiment de Görlitz et de Gotha. De 1959 à 1964, il étudie l'architecture à la Kunsthochschule de Berlin-Weissensee auprès de Selman Selmanagić. Kulka fuit la République démocratique allemande en 1965.
Avant de commencer à travailler comme architecte indépendant et devenir un spécialiste d'une architecture minimaliste en 1969, il est pendant trois ans dans le bureau d'architecture de Hans Scharoun à Berlin. Il a son bureau à Cologne depuis 1979. En 1980, Peter Kulka fait équipe avec Hans Schilling pendant quelques années ; depuis lors, il s'occupe également des édifices sacrés. De 1986 à 1992, il est professeur de conception structurelle à l'École supérieure polytechnique de Rhénanie-Westphalie à Aix-la-Chapelle.
Après la réunification allemande, Peter Kulka retourne à Dresde et installe un deuxième bureau dans la ville en 1991. Il s'implique dans la reconstruction dans les anciennes régions est-allemandes avec le bâtiment du Landtag de Saxe en 1991. Il est membre de la Commission d'art de la ville de Dresde depuis 1995 et le 29 février 1996, il est l'un des 30 membres fondateurs de l'Académie saxonne des arts et de la classe d'architecture. La même année, il devient membre de l'académie des arts de Berlin.
En 2010, Peter Kulka est nommé à l'Académie des sciences et des arts de Rhénanie-du-Nord-Westphalie.

## Œuvres
- 1970-1976 : Université de Bielefeld
- 1978-1983 : Maternushaus à Cologne
- 1984-1987 : Réaménagement et extension de l'abbaye de Königsmünster
- Académie TÜV Rheinland à Cologne
- 1991-1997 : Bâtiments pour Siemens AG à Düsseldorf
- 1991-1997 : Landtag de Saxe à Dresde (Réaménagement et agrandissement des anciennes ailes du bâtiment, nouvelle construction de la salle plénière)
- 1997 : EL-DE-Haus à Cologne (refonte du Centre de documentation sur le nazisme)
- 1994-1997 : Multihalle à Meiningen
- 1994-1998 : Lotissement Hollerborn/Kleinfeldchen à Wiesbaden
- 1994-1999 : Bâtiment de la Faculté des sciences économiques de l'université Otto-von-Guericke de Magdebourg
- 1994-1999 : Galerie für Zeitgenössische Kunst à Leipzig
- 1996-1999 : Agrandissement du musée allemand de Horticulture à Erfurt
- 2000–2002 : City-Hochhaus de Leipzig (reconstruction)
- 2000–2002 : MDR-Kubus
- 2000–2013 : S-Bahnhof Leipzig-Gare-de-Bavière (Intégration de l'ancienne gare dans le City-Tunnel)
- 2001 : Complexe résidentiel à Wiesbaden
- 2001 : Haus der Stille de l'abbaye de Königsmünster à Meschede (avec Konstantin Pilcher)
- 2002–2004 :Refonte et extension du musée allemand de l'hygiène à Dresde
- 2004–2019 : Château de la Résidence de Dresde, reconstruction de l'aile est, y compris le foyer et la toiture de la petite cour.
- 2004–2007 : Caserne de pompiers de Heidelberg (reconstruction en habitat passif)
- 2004 : Haus Heidehof de la Fondation Robert-Bosch sur le terrain de la propriété de la Robert-Bosch-Haus
- 2007–2009 : Centrum-Galerie à Dresde (nouveau bâtiment basé sur la façade en aluminium en nid d'abeille du bâtiment précédent)
- 2009–2010 : Bâtiment d'extension du Leopold-Hoesch-Museum à Düren
- 2014 : Nouveau Landstag de Brandebourg dans le château de Potsdam
- 2015–2018 : Réaménagement du muséum Senckenberg
- jusqu'en 2025 probablement : Lingner Altstadtgarten Dresde